# Emily Barclay

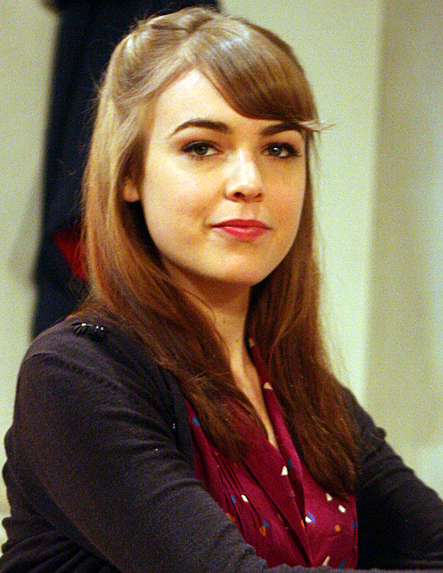
Emily Barclay (2012)

Emily Barclay (* 24. Oktober 1984 in Plymouth, England) ist eine britische Schauspielerin.

## Leben
Barclay debütierte im Jahr 1998 in der neuseeländischen Fernsehserie Shortland Street. Im Thriller No One Can Hear You (2001) spielte sie die Rolle von Amy Burchall, der Tochter der Reporterin Trish Burchall (Kelly McGillis). Im Drama Als das Meer verschwand (2004) spielte sie eine der größeren Rollen, für die sie im Jahr 2005 mit dem British Independent Film Award und mit dem New Zealand Screen Award ausgezeichnet wurde. Für die Rolle im australischen für das Fernsehen produzierten Mysteryfilm The Silence (2006) wurde sie im Jahr 2006 für den Australian Film Institute Award nominiert.
Barclay übernahm im australischen Filmdrama Suburban Mayhem (2006) die Hauptrolle der 19-jährigen Katrina, die den eigenen Vater tötet. Für diese Rolle gewann sie im Jahr 2006 den Australian Film Institute Award und einen australischen IF Award.
Barclay lebt in Neuseeland. Sie engagiert sich im Bereich des Tierschutzes und lebt vegan.

## Filmografie (Auswahl)
- 1998: Shortland Street (Fernsehserie)
- 1999: A Twist in the Tale (Fernsehserie, 2 Folgen)
- 2001: No One Can Hear You
- 2003: Terror Peak – Der Vulkan (Terror Peak)
- 2004: Deceit
- 2004: Als das Meer verschwand (In My Father’s Den)
- 2005: Kidnapped
- 2005: Cockle
- 2006: The Silence
- 2006: Suburban Mayhem
- 2009: Prime Mover
- 2009: Piece of My Heart
- 2010: Die Legende der Wächter (Legend of the Guardians: The Owls of Ga’Hoole)
- 2011: Love Birds – Ente gut, alles gut!
- 2016: The Light Between Oceans
- 2015–2017: Glitch (Fernsehserie, 12 Folgen)
- 2019: Milla Meets Moses (Babyteeth)
- 2019: Mr Inbetween (Fernsehserie, 2 Folgen)
- 2020: Baby Done
- 2022: Wolf Like Me (Folge 1x01)